# Gustaf Malmström
Gustaf Hjalmar Malmström (Malmö, 4 de juliol de 1884 – Malmö, 24 de desembre de 1970) va ser un lluitador de lluita grecoromana suec que va competir a començaments del segle xx.
Va prendre part en dues edicions dels Jocs Olímpics, el 1908 i el 1912. El 1908, a Londres, finalitza en cinquena posició de la categoria del pes lleuger, mentre quatre anys més tard, a Estocolm, guanyà la medalla de plata en la mateixa prova. El 1911 guanyà la plata en la categoria de -67 kg del Campionat del món de lluita.